# Якеяма
Якеяма, также Акита-Якеяма (яп. 秋田焼山, «Горящая гора Акиты») — вулкан, расположен на японском острове Хонсю в префектуре Акита.
Якеяма — стратовулкан, высотой 1366 метров. Кратер вулкана около 600 метров в ширину, а сам конус вулкана в диаметре достигает 7 км. Вулкан сложен преимущественно дацитами. Вблизи вулкана есть лавовый купол, который образовался в результате извержения Якеямы около 5500 лет тому назад. У подножия вулкана наблюдается выход радиоактивных термальных вод и испарений. В голоценовую эпоху вулкан проявлял активность порядка 20 раз. Последние извержения XIX и XX веков были незначительными.
На всём протяжении современной истории вулкана действовали фумарольные и горячие источники. В настоящее время они являются популярным туристическим объектом.
Последняя слабая активность вулкана была 16 августа 1997 года, в результате которой поднялись грунтовые воды и произошёл их выброс, который длился чуть больше часа.

## Видео
- Горячие источники Тамагава у подножия Якеямы на YouTube (яп.)